# (5073) Junttura
(5073) Junttura (1943 EN) – planetoida z pasa głównego okrążająca Słońce w ciągu 3,32 lat w średniej odległości 2,23 j.a. Odkryta 3 marca 1943 roku.